# Arte y gramática general de la lengua que corre en todo el Reyno de Chile
Arte y gramática general de la lengua que corre en todo el Reyno de Chile es un arte de la lengua mapuche elaborado por el misionero jesuita Luis de Valdivia. El libro data del año 1606. Se le considera la primera obra sistemática de estudio de esta lengua. 

## Contexto
De acuerdo a Zavala (1996), en los territorios conquistados por los españoles existían tres posturas con respecto al papel que debían tener las lenguas indígenas dentro de la sociedad: conocimiento de la lengua indígena, reducción a únicamente una lengua general o enseñanza del español. A pesar de las dudas que se tenían con respecto a la capacidad de las lenguas indígenas pare expresar conceptos propios del cristianismo, la postura que primó en el ámbito evangelizador fue la primera, pues "hacía al misionero más cercano a los nuevos fieles" (Herrero, 1992). Fue esta visión sobre las lenguas indígenas como instrumento de expansión de la fe cristiana la que motivó la normativa de que los sacerdotes debían presentar un certificado que acreditara su conocimiento de la lengua indígena antes de ser ordenados. De este modo, la elaboración de cartillas, catecismos, doctrinas, confesionarios y sermonarios en lenguas indígenas, como los que elaboró el propio Valdivia para esta arte, responden a esta óptica. 

## Descripción

### Representación de nociones cristianas
En este arte de Valdivia, se evidencia el influjo cristiano en la interpretación que hace Valdivia de nociones propias de la cultura mapuche de ese entonces. En este sentido, Cancino Cabello (2013) destaca el caso de la traducción que entrega el autor de la palabra "alhue" como "diablo", como un ejemplo de la dinámica de interpretación asimétrica por parte de Valdivia. En otros casos, no obstante, Valdivia, opta por implantar directamente palabras del español, como "sacramentos", "Dios", "Nuestro Señor Jesucristo" en el escrito.

### Descripción de la lengua mapuche
Valdivia se ve influenciado por la descripción del modelo gramatical del latín para describir la lengua mapuche, identificando tres modos verbales en ella: indicativo, subjuntivo e imperativo. Una situación similar ocurre en el caso de la descripción fonológica de esta lengua, pues recurre al uso del alfabeto español como base para la escritura del mapudungún. 

### Dialectos
En esta arte, Valdivia recurre a dos denominaciones para referirse a las variantes lingüísticas de la lengua mapuche que aparecen en ella: el dialecto del Obispado de Santiago y el de La Imperial, las dos diócesis existentes en ese entonces en el Reino de Chile